# Ricardo Porro

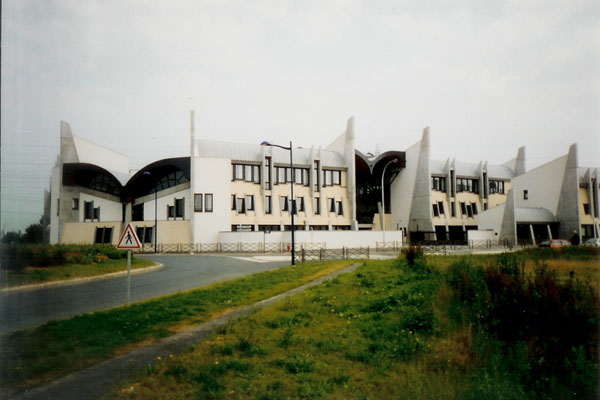
Collège de Cergy-le-Haut

Ricardo Porro (* 3. November 1925 in Camagüey, Kuba; † 25. Dezember 2014 in Paris, Frankreich) war ein kubanisch-französischer Architekt, Maler und Bildhauer.

## Leben
Nach dem Abschluss seines Studiums baute Ricardo Porro mehrere von dem Werk Ludwig Mies van der Rohes inspirierte Villen in Havanna, bereiste dann Europa und kehrte im Jahr 1960 nach Kuba zurück. Dort baute er zwei für seinen neuen Stil emblematische Gebäude: die Kunstschule und die Schule für modernen Tanz in Havanna.
Im Jahr 1966 ging er in das dauerhafte Exil nach Frankreich, wo er in Paris, Lille und Strasbourg Kunst- und Baugeschichte unterrichtete. In dieser Zeit schuf er zahlreiche Entwürfe, die zwar nicht verwirklicht, deren Skizzen und Modelle jedoch vielfach ausgestellt und durch Publikationen und Fotos verbreitet wurden.
Gemeinsam mit dem jungen französischen Architekten Renaud de la Noue, mit dem er sich im Jahr 1986 beruflich zusammenschloss, verwirklichte er – hauptsächlich in der Île-de-France – zahlreiche Bauwerke, insbesondere für die Schulbehörde, darunter die Universitätsresidenz und die Realschule der Planstadt (ville nouvelle) Cergy.
Ricardo Porros skulpturenartige Bauwerke, die der Organischen Architektur zugerechnet werden können, sind häufig von der Natur, dem menschlichen Körper, Tieren und Bäumen inspiriert. Sie zeichnen sich durch Expressivität und Phantasie aus. In der Regel bestehen sie aus mehreren kleineren Einheiten, die um einen oder mehrere Plätze gruppiert sind und einem kleineren urbanistischen Projekt gleichen.
Porro lebte in Paris. Seine Zeichnungen sind unter anderem im Museum of Modern Art in New York ausgestellt.

## Werkauswahl

### Bauten
- 1960er Jahre: mehrere Villen in Havanna
- 1962–1965: Kunstschule in Havanna[4]
- 1963–1965: Schule für modernen Tanz in Havanna

in Zusammenarbeit mit Renaud de la Noue:
- 1969–1975: Kunstzentrum L’Or du Rhin in Vaduz, Liechtenstein
- 1990: Schulgebäude des Collège Elsa Triolet in Saint-Denis (Seine-Saint-Denis)
- 1990: Appartementhaus in Stains
- 1992: Schulgebäude des Collège Colonel Fabien in Montreuil
- 1994: Universitätsresidenz Les Châteaux Saint-Sylvère in Cergy
- 1994: Gebäude des Verwaltungsgerichtes in Paris
- 1996: Apartments in La Courneuve
- 1996/2003: Quartier der Compagnies Républicaines de Sécurité in Vélizy-Villacoublay
- 1998: Schulgebäude des Collège de Cergy-le-Haut in Cergy-le-Haut, Ortsteil von Cergy
- 2004: Gebäude der Samira Bellil-Schule in L’Île-Saint-Denis
- 2004: Erweiterung und Renovierung der Hotelfachoberschule Georges Baptiste in Canteleu
- 2007: Krankenhaus in Les Mureaux

### Publikationen
- Ricardo Porro: Œuvres 1950-1993, 1993
- Ricardo Porro: Ricardo Porro. Architekt. Ritter, Klagenfurt 1994, ISBN 3-85415-144-6

## Ausstellungen
- 6. Januar bis 18. April 2005: Archilab: New Experiments in Architecture, Art and the City, 1950–2005. Mori-Kunstmuseum, Tokio.
- 29. März bis 19. Juli 2015: Latin America in Construction: Architecture 1955–80. Museum of Modern Art, New York.